# Didymopsora africana
Didymopsora africana är en svampart som beskrevs av Cummins 1960. Didymopsora africana ingår i släktet Didymopsora och familjen Pucciniosiraceae.   Inga underarter finns listade i Catalogue of Life.